# Werner Lohrer
Werner Lohrer, švicarski hokejist, * 4. marec 1917, Švica, † 1991, Arosa, Graubünden, Švica.
Lohrer je bil hokejist kluba EHC Arosa v švicarski ligi in švicarske reprezentance, s katero je nastopil na enih olimpijskih igrah, kjer je osvojil bronasto medaljo, in več Svetovnih prvenstvih.